# Union des femmes pour la défense de Paris et les soins aux blessés
Pour les articles homonymes, voir Union des femmes.
L'Union des femmes pour la défense de Paris et les soins aux blessés est un des premiers mouvements se réclamant ouvertement du féminisme qui fut fondé le 11 avril 1871, dans un café de la rue du Temple, à Paris, par Nathalie Lemel, relieuse, et Élisabeth Dmitrieff, intellectuelle russe proche de Karl Marx. L'Union fait partie des actions concrètes menées par les femmes dans la Commune de Paris.

## Contexte et fondation

### Situation avant la Commune de Paris
Maria Deraismes avait pointé en 1868 que le « le droit des femmes (...) depuis le mouvement socialiste de 1848 (...) était tombé en oubli ». Durant les dix premières années de la restauration de l'Empire, toute forme de contestation est réprimée. Ensuite, on note une résurgence des débats dans plusieurs milieux d'opposition. 

#### Les préoccupations des femmes lettrées
Le salon tenu par Maxime et Charles Fauvety est fréquenté par une génération impliquée dans la promotion des droits des femmes : Jenny d'Héricourt, Juliette Lamber, Madame Auguste Comte et Angélique Arnaud. Une nouvelle génération de femmes lettrées entre également en scène : Julie-Victoire Daubié, André Léo, Adèle Esquiros, Paule Minck, Élisa Gagneur et Maria Desraimes, qui publie en 1865 Théresa et son époque et Aux femmes riches. 
En 1869, Maria Desraimes et Léon Richer fondent la Société pour la revendication des droits civils des femmes, qui publie le journal Le Droit des femmes, auquel contribuent Marie-Louise Gagneur, Amélie Bosquet, Angélique Arnaud, Euphémie Garcin, Stella Blandy et Marie Goegg-Pouchoulin. Le 16 avril 1870, Léon Richer fonde l'Association pour le droit des femmes.
Cette mouvance se préoccupe de la « question des femmes », débattant du droit de vote, de l'éducation et de l'inclusion des femmes en politique. Maria Desraimes écrit ainsi dans le journal Le Droit des femmes du 18 février 1871 : « Les démocrates ont créé l'universel à leur usage, universel sans précédent, universel de poche, laissant de côté la moitié de l'humanité ». La question de l'obtention des droits politiques sans éducation est régulièrement soulevée, avec l'interrogation de savoir comment voteraient des femmes non éduquées et dépendantes de l'influence religieuse. André Léo notamment fait de l'éducation des filles une pièce centrale de son engagement, soutenant que « la femme esclave ne peut élever que des esclaves ».
Les femmes lettrées se préoccupent surtout du cadre familial et donc de l'article 213 du code civil établissant l'obligation d'obéissance de la femme à son époux, de l'article 214 sur la cohabitation obligatoire, du 340 sur la recherche en paternité (qui est interdite) et de la question de la séparation des biens, de la dot, et du droit pour les femmes d'acquérir et d'administrer leurs biens. 
On note aussi des liens avec le mouvement maçonnique, avec les interventions d'Angélique Arnaud qui fait des comptes rendus du livre d'André Léo sur le divorce.

#### Les femmes dans le mouvement ouvrier
Les questions des femmes prolétaires sont totalement différentes des préoccupations de ces femmes aisées, et elles s'exprimeront dans les revendications des femmes de la Commune de Paris.
Paule Minck crée une Société fraternelle de l'ouvrière et Eugénie Niboyet fonde en 1870 une Société de protection mutuelle pour les femmes, avant tout axée sur la question des enseignantes.
Le 4 mai 1870 a lieu l'enterrement d'une ouvrière de Puteaux à l'origine d'une grève des blanchisseuses : Amélie Dusmenil. 2 000 personnes se rendent à l'enterrement de la compagne de Ranvier, dont l'un des fils de 13 ans sera arrêté pendant la Commune. 
Dans le mouvement ouvrier cependant le consensus n'est pas établi sur la question de la place des femmes. Pierre-Joseph Proudhon, membre influent, est résolument opposé à l'émancipation des femmes. Ainsi la délégation française au Congrès de la Première Internationale de 1866 est très réticente à la question du droit des femmes, considérant que :
« si le dévouement à la chose publique [...] sont chez l'homme des qualités, ils sont chez la femme une aberration dont la science a depuis longtemps constaté les conséquences inévitables pour l'enfant, étiolement, rachitisme, et finalement impuissance ». Seul promoteur de la question des femmes, Benoît Malon influencé par André Léo et Eugène Varlin la soutiennent, faisant évoluer la position de l'Internationale après 1866 à Paris. Malon écrit à André Léo :

« Nous ne laissons pas dormir la Ligue de l'émancipation de la femme et nous recevons tous les jours de nouvelles adhésions : nous avons amené presque toute l'Association internationale à l'idée ; seuls les pontifes de Proudhon restent à l'écart. »

Les femmes commencent à être représentées dans les sociétés ouvrières : par exemple dans la Société de crédit mutuel et de solidarité des ouvriers et ouvrières relieuses, elles sont admises depuis 1857. Elles n'ont cependant pas le droit d'y exercer des fonctions administratives. On compte 2500 relieuses pour 1300 relieurs pour ce métier « féminin ». Dès 1868, les femmes sont acceptées dans la chambre syndicale des tapissiers, mais doivent transmettre leurs réclamations uniquement par écrit et n'ont pas le droit de participer aux réunions. Nathalie Lemel par ailleurs est membre de La Marmite, créée en 1868.
Dans ce milieu communiste autour de l'Internationale, on trouve des traces de communautés prônant les unions libres, qui sont une pratique commune dans le mouvement ouvrier. Ainsi Ralf de Nériet livre un témoignage à Lucien Descaves en 1907 sur des appartements communautaires présidés par une femme et comprenant 6 adhérents mâles se partageant sa chambre à tour de rôle et lui obéissant. Aucune autre femme n'était admise dans l'appartement, laissant à la femme présidente le choix de la division sexuelle. Cette tendance vient de qui fut appelé vers 1840 le « communisme des femmes », prônant l'union libre et la liberté sexuelle, qui fut fortement censuré. 
Dès 1868 les débats et réunions sont tolérés, et l'une des premières réunions au Casino Vaux Hall a pour thème le travail des femmes et réunit entre 1000 et 1 500 personnes. Paule Minck et Olympe Audouard interviennent. L'économiste Horn défend au nom des principes de l'économie libérale le droit des femmes à travailler et suscite l'opposition de Fribourg, de l'Internationale, qui défend l'idée que les femmes doivent rester dans la sphère domestique. Tolain soutient l'idée selon laquelle toute initiative promulguant le travail des femmes favorise la prostitution :

« la prostitution augmente chez les nations industrielles chez lesquelles la femme est descendue dans l'atelier. La santé de la femme s'altère, les ateliers produisent de l'hystérie. »

Un point sur lequel tout le monde semble cependant d'accord, Paule Minck également, est l'interdiction du travail des femmes en usine, à la suite de l'étude descriptive des conditions de ce travail par Louis René Villermé.
En 1868 ont lieu également 8 réunions sur le thème des enfants nés hors mariage, du 14 juillet au 1er septembre, puis, du 15 septembre au 17 novembre, se tiennent des réunions sur la question du mariage. Dans d'autres lieux la question de l'union libre est aussi débattue. Dans ces réunions, les interventions de Paule Minck sont applaudies et remarquées.
Tous ces débats lancés amorcent les thèmes et les discussions qui seront portés par les femmes de la Commune de Paris et les futures actions de l'Union des femmes.

### Fondation pendant la Commune de Paris

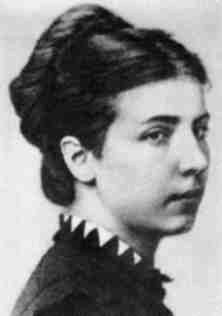
Elisabeth Dmitrieff.

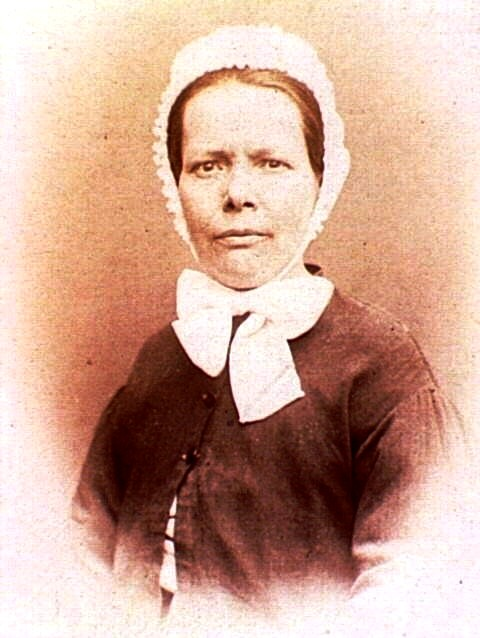

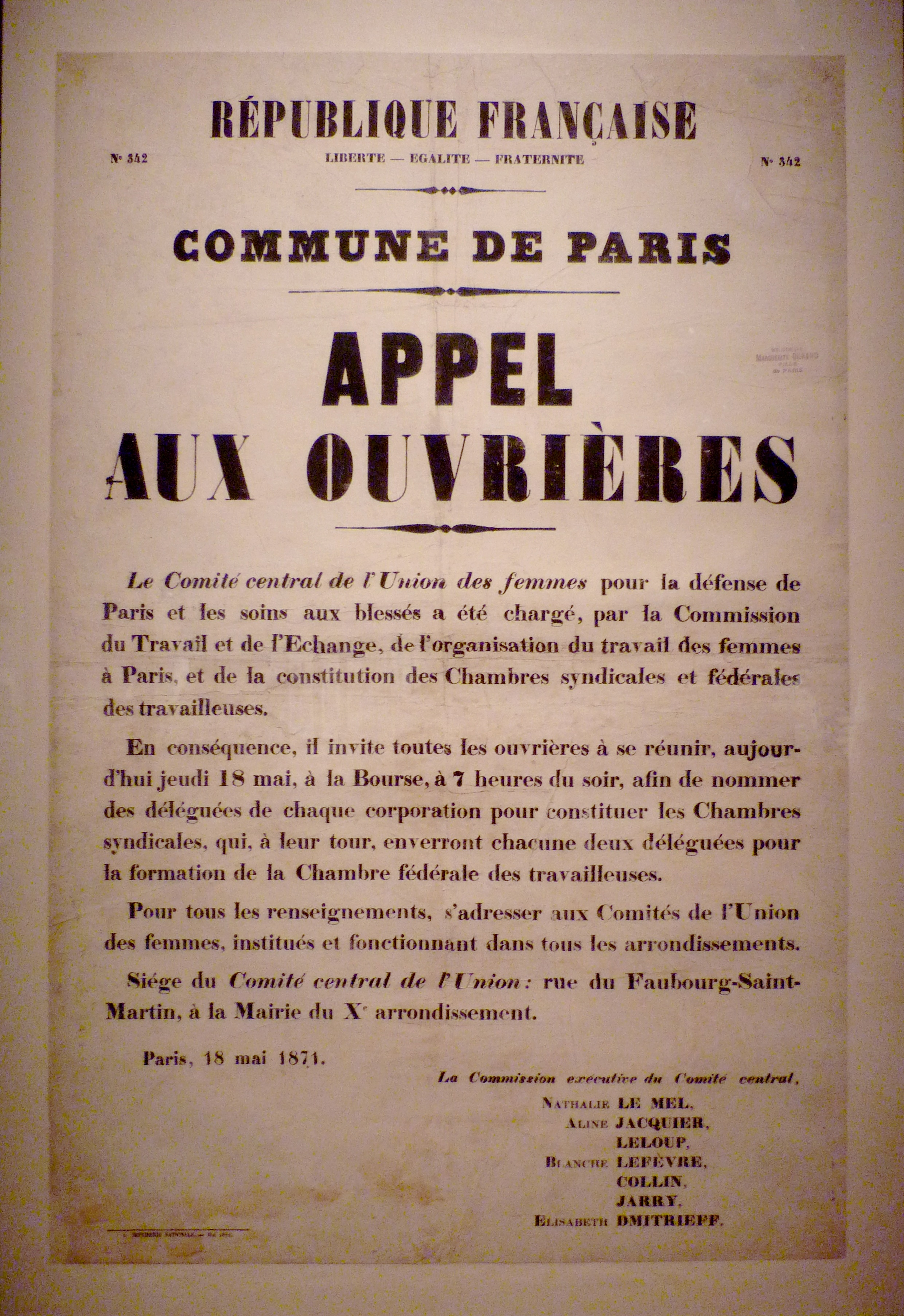
Appel aux ouvrières (18 mai 1871) de la Commission exécutive du Comité central de l'Union des femmes, signé par Nathalie Lemel, Élisabeth Dmitrieff, Aline Jaquier, Blanche Lefèvre, Collin, Jarry et Leloup.

Avec l'établissement de la Commune de Paris, une assemblée autonome est élue par le peuple parisien. Les femmes ne sont pas élues dans cette assemblée, ne disposant pas du droit de vote, mais vont s'impliquer sur des questions d'émancipation et d'instauration de la République sociale. 
L'Union des femmes pour la défense de Paris et les soins aux blessés est constituée le 11 avril par un groupe de femmes, dont Nathalie Lemel (relieuse et membre du restaurant coopératif La Marmite) et Élisabeth Dmitrieff (aristocrate russe née d'une union illégitime, membre de l'Internationale et amie de Karl Marx), militantes de l'Association internationale des travailleurs. Dmitrieff fait déjà partie du Comité des Femmes mis en place par Jules Allix. 

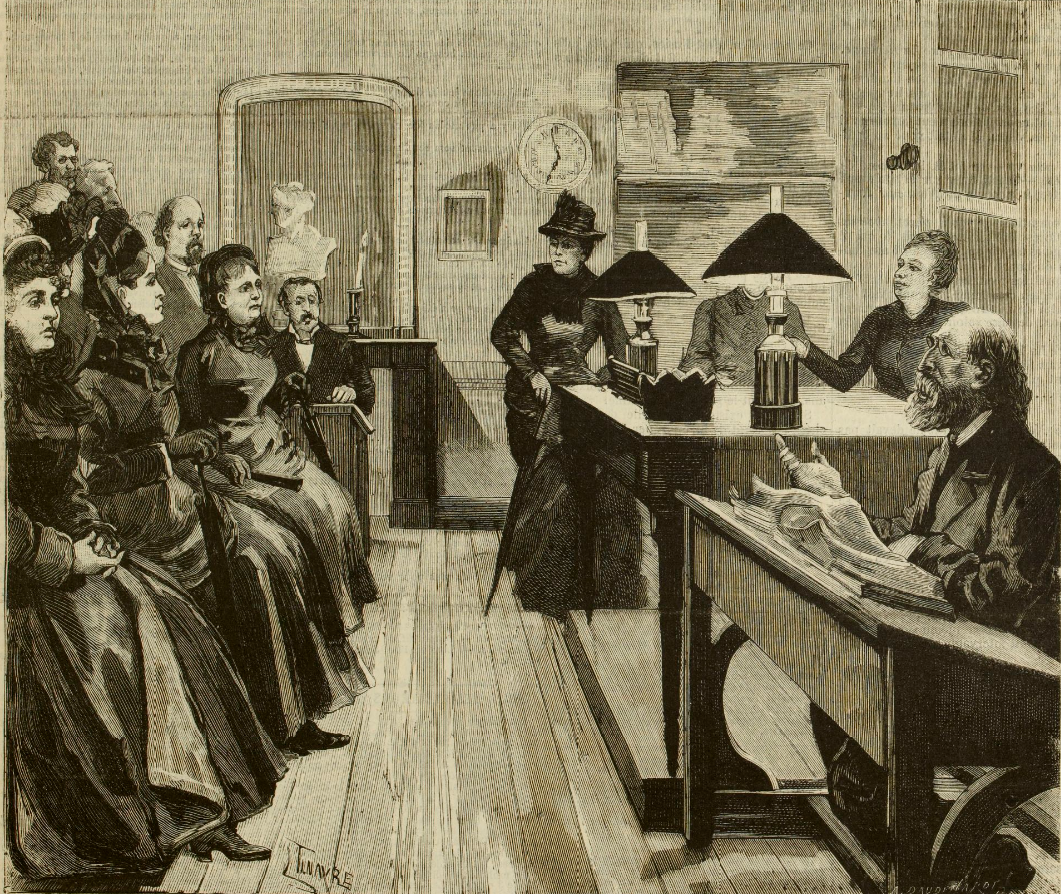
Réunion du comité des femmes candidates à la députation en septembre 1885 à Paris, sous la vice-présidence de Jules Allix.

Un « Appel aux citoyennes de Paris » est affiché sur les murs de Paris durant deux jours, les 11 avril et 12 avril 1871. Il y est écrit :

« Paris est bloqué, Paris est bombardé...(....) Entendez-vous le canon qui gronde et le tocsin qui sonne l'appel sacré ? Aux armes ! La patrie est en danger ! »

Nathalie Lemel donne à ses vues égalitaires quant à la citoyenneté féminine, longtemps développées dans ses années de militantisme socialiste et syndicaliste, les moyens de leur intégration pratique, à travers l'établissement d'un syndicat mobilisateur de la cause féminine et dont les revendications multiples imprégneront en profondeur les choix idéologiques et civiques mis en œuvre par la brève expérience d'autogestion populaire que sera, pour quelques semaines, la Commune de Paris.
L'intitulé du mouvement semble anodin et se focaliser sur une question patriotique pour la défense de Paris aux côtés des communards, mais il cache une visée beaucoup plus radicale pour instaurer un syndicat de travailleuses représentant les intérêts des travailleuses et pouvant leur permettre de lutter pour obtenir une réelle émancipation. S'il s'inscrit dans l'action et la présence à côté des communards et ne formule aucune revendication touchant en propre les droits politiques des femmes, le mouvement est revendicatif en ce qui concerne la condition des femmes notamment dans le domaine du travail et de l'autonomie financière,. Égalité du salaire entre hommes et femmes pour le même travail afin d'éliminer la concurrence entre les deux sexes, droit d'organiser son travail de façon autonome et d'en recevoir la rétribution sans intermédiaires : les exigences de l'Union des femmes s'inspirent d'une logique socialiste pour l'appliquer comme un paradigme systématique et radical à la situation d'assujettissement traditionnel des femmes à sa contrepartie masculine.

## Historique
Lors d'une première réunion, le 11 avril, l'Union publie un appel, puis, quelques jours après, une adresse à la commission exécutive. Les réunions s'enchaînent ensuite par arrondissement : le 13 avril une deuxième réunion est organisée dans la mairie du 3e arrondissement.   
Le 3 mai un appel est publié dans le journal Le Siècle (qui sera suspendu par la Commune le 16 mai 1871) par un groupe de citoyennes réclamant deux jours de paix et de la compréhension des deux camps belligérants. L'Union des femmes rétorque le 6 mai par un manifeste : « Non ce n'est pas la paix mais bien la guerre à outrance que les ouvrières viennent réclamer ! »[réf. nécessaire].    
Le 8 mai, L'Union désigne en son sein un comité central de sept membres et émet un deuxième manifeste. La vie de cette organisation ne dure que six semaines, mais elle déploie une activité significative, rythmée par des réunions quotidiennes dans tous les arrondissements parisiens. Elle récupère les ateliers abandonnés et obtient l’égalité salariale. Selon l'historienne Édith Thomas, le comité central est composé de 20 membres devant représenter les 20 arrondissements de Paris.  
L’historien anglais Eugene Schulkind estime à 300 femmes le nombre de membres de cette organisation. La répression sanglante de la Commune a raison de cet élan qui allait animer, pourtant, la plupart des mouvements féministes du siècle suivant.

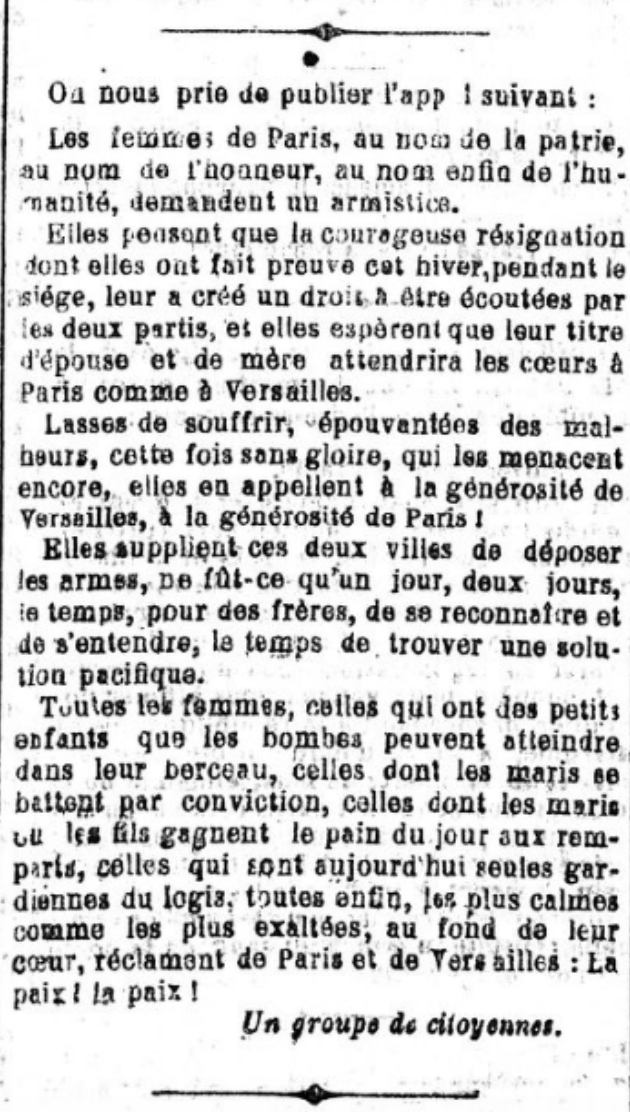
Appel d'un groupe de citoyennes publié dans le journal Le Siècle du 3 mai 1871 à Paris.

### Rivalités avec André Léo et le comité de vigilance de Montmartre
Une certaine rivalité s'opère, encore mal documentée, entre les positions d'André Léo et Aline Jaclard et celle de Dmitrieff. On note en effet l'absence d'André Léo et d'Anna Jaclard, que Dmitrieff a cependant connue en Russie et avec laquelle elle a fui pour Genève avant la Commune. 
Anna Jaclard est parfois citée à tort comme membre de l'Union des femmes. Certaines femmes, tout comme Jaclard et Dmitrieff, ont en effet appartenu au comité des femmes de Jules Allix, situé rue d'Arras, qui a pour objectif de créer des ateliers communaux pour les Parisiennes. Le recrutement se fait cependant surtout auprès de nouvelles femmes issues d'un milieu prolétarien. Il est plus probable que Jaclard, proche d'André Léo, qui écrivit quelques articles sur l'Union dans le journal qu'elle dirigea, La Sociale, ne reste que peu de temps à L'Union et n'en fasse pas partie.  
Il y eut par ailleurs des tensions autour de la question des formations d'ambulances à envoyer au front. André Léo annonce en effet dans un communiqué la formation d'une ambulance dans un quartier, mais Dmitrieff répond par la voie officielle que celui-ci n'a pas l'aval de l'Union des femmes. André Léo défend une position moins centralisatrice et interventionniste et mène une opposition à l'intérieur de la Commune contre ce qu'elle perçoit comme anti-féministe et contraire aux idéaux de la Commune, notamment la censure des journaux et le renvoi des ministres jugés peu coopératifs. Elle récuse la défense de l'utilisation de la violence dans le mouvement socialiste, jugeant que la fin ne justifie pas les moyens. Dmitrieff quant à elle, nourrie à la philosophie du féminisme nihiliste russe, est peut-être perçue comme une jeune rivale par des féministes établies depuis plus longtemps à Paris. Elle n'est pas familière de la théorie des deux sphères (selon laquelle il existe des différences de nature entre hommes et femmes) qui suscite des débats, et comme les jeunes nihilistes russes, considère qu'il n'y a pas de différences entre femmes et hommes qui justifie que les femmes ne puissent travailler ou se battre. Alors que pour Léo la nécessité de la déconstruction des rôles féminins et masculins produits par l'idéologie de la famille bourgeoise est une évidence, pour Dmitrieff, l'émancipation des femmes est affaire de volonté personnelle seulement, et elle n'accorde que peu d'importance à la déconstruction des « deux sphères ». Elle est en effet issue de l'aristocratie et en tant que femme émancipée russe et marxiste, elle s'intéresse avant tout aux différences sociales de classes. Elle n'hésite pas à prendre les armes et est tenante d'une vision centralisatrice, qui deviendra la tendance communiste de l'Internationale, une révolution dirigée par le haut.

## Organisation et structure
Dmitrieff se sert de son expérience politique acquise lors de ses voyages en Suisse et à Londres pour régir l'Union des femmes. Elle obtient de la Commission exécutive de la Commune des moyens et demande l'attribution de salle de mairie pour les femmes souhaitant s'impliquer dans le service d'ambulances ou les barricades. Elle structure l'organisation de manière hiérarchique avec des comités dans chaque arrondissement, dotés d'un comité central, d'un bureau et d'une commission exécutive composée de sept membres représentantes des quartiers dont elle demeure la secrétaire générale, un poste non-élu et non révocable,.

### Statuts
L'Union des femmes se dote de statuts qui sont publiés dans le journal La Sociale le 20 avril 1871.  

#### Alinea C de l'article 14 sur le pétrole
Un des alinéas donne corps au mythe des pétroleuses : dans la section « Administration du comité central », l'alinéa C de l'article 14 mentionne le pétrole, qui est utilisé comme arme pour incendier, statuant que les sommes restantes en caisse du comité central pourraient servir : 

« À l'achat de pétrole et d'armes pour les citoyennes qui combattent aux barricades ; le cas échéant la distribution d'armes se fera au tirage au sort. »

### Organisation

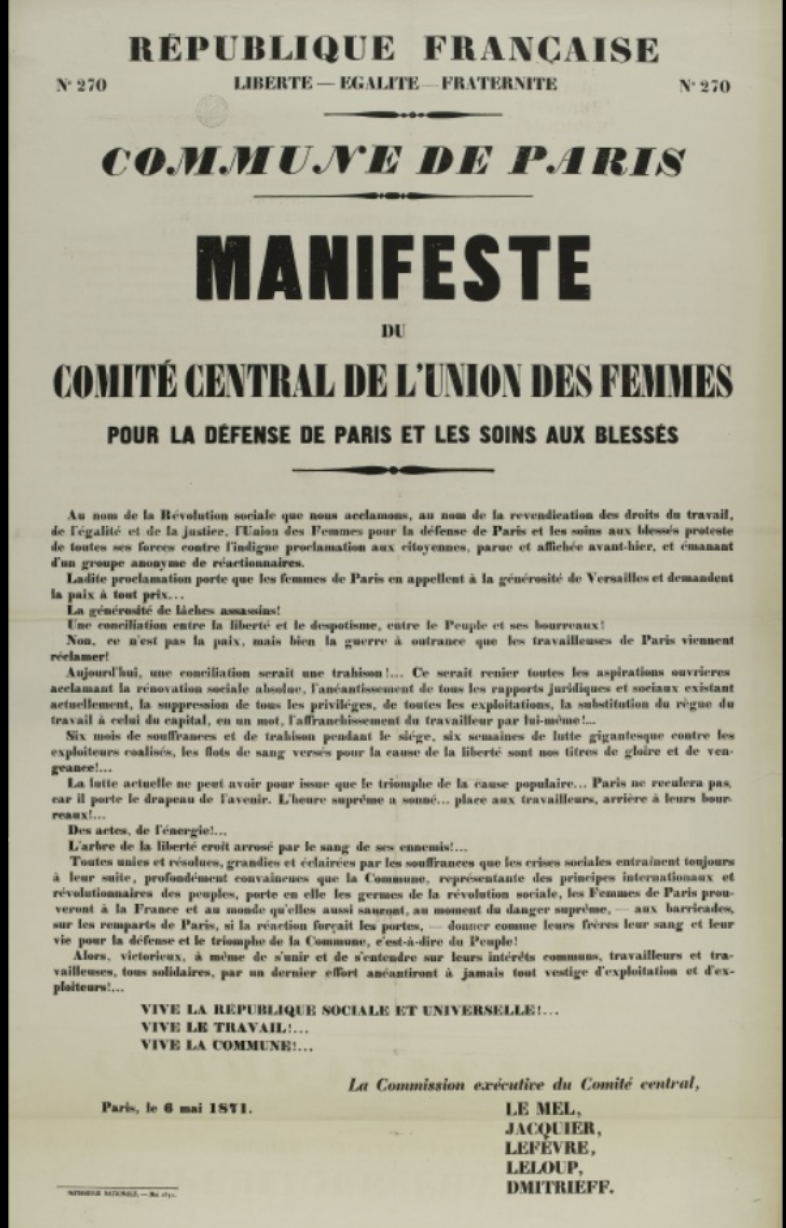
Manifeste du Comité central de l'Union des femmes pour la défense de Paris et le soin aux blessés du 6 mai 1871.

#### Les comités d'arrondissement
L'Union devient l'organe associatif indépendant du gouvernement de la Commune le plus important, le seul à être constitué de comités présents dans chaque arrondissement réunis au sein d'un Comité central, ainsi que doté d'un bureau et d'une commission exécutive.
L'Union adopte des résolutions pour former des comités dans tous les arrondissements de Paris. Le recrutement est opéré par les comités d'arrondissement, comprenant chacun 11 membres qui se réunissent au moins une fois par jour dans les mairies et tiennent des permanences. Ces comités gèrent aussi les fonds des souscriptions, les convocations des membres de l'Union des femmes et attribuent également des travaux aux femmes. Les comités fournissent un rapport au comité central tous les deux jours. Ces comités sont administrés par un bureau révocable composé d'une secrétaire générale, deux secrétaires adjointes et une trésorière.

##### Comité du7earrondissement
Les archives du comité du 7e arrondissement se trouvent au ministère de la Guerre, ce qui permet de saisir le fonctionnement d'un comité d'arrondissement, bien que l'on ne sache pas si le 7e est réellement représentatif. Ce qu'on sait, c'est que ce comité est composé de dix membres, pour la plupart issues du comité des femmes de Jules Allix. Les femmes ont écrit un règlement intérieur qui met en place des horaires de permanence jusqu'à 21h, une rétribution de 3 francs 50 par membre et une cotisation de 10 centimes (qui ne sera pas appliquée car la plupart des femmes sont trop pauvres pour la payer). Des comptes sont tenus du 24 avril au 17 mai 1871. 
Le comité exerce une activité retracée dans les archives : recensement des ouvrières, convocation des femmes aux réunions de l'Union.

#### Le Comité central
Un comité central provisoire est d'abord formé, constitué par 7 déléguées :  Adélaïde Valentin, Noémie Colleville, Sophie Graix, Joséphine Pratt, Céline Delvainquier, Aimée Delvainquier, et Marquant. Marquant, opératrice de machine à coudre dans le 3e arrondissement, est la seule élue du Comité central suivant, qui est formé à la suite de la quatrième réunion publique. Adélaïde Valentin, est également membre du Comité des républicains, probablement la branche locale de l'Union des femmes dans le 12e arrondissement. 
Ce Comité est ensuite remplacé par un comité de représentantes des comités des 20 arrondissements de Paris, envoyant chacun une représentante au Comité central. Le bureau est également composé d'une secrétaire générale, deux secrétaires adjointes et une trésorière.
La commission exécutive est composée de sept membres, et chargée de la liaison avec les organes exécutifs de la Commune de Paris. Les membres de cette commission sont reconnaissables au nœud rouge qu'elles portent à la boutonnière. Elles ont également une carte spéciale signée par toutes les membres du comité central.
Au comité central, Dmitrieff occupe le poste non élu et non révocable d'« auxiliaire », tout en étant la seule non élue et non révocable parmi les dirigeantes de l'Union des femmes.

## Travail des femmes
Afin de faire avancer la cause du travail des femmes et assurer que la pauvreté ne les empêchera pas de soutenir la Commune, Élisabeth Dmitrieff livre des rapports rigoureux et détaillés sur la situation des ouvrières à la Commission du travail et de l'échange, qui assure une tutelle rapprochée des activités de l'Union des femmes, tout en lui accordant des moyens d'action non négligeables.
Pour Dmitrieff en effet, si la Commune de Paris ne se préoccupe pas de procurer de l'ouvrage aux femmes de Paris, il est à craindre que leur ardeur révolutionnaire ne s'étiole, en raison de la misère et de la pauvreté croissantes. L'Union participe à la réquisition des ateliers de travail abandonnés par leurs propriétaires dès le 16 avril 1871. Dès le 10 mai, l'Union travaille à un projet d'organisation du travail en associations productives libres. Léo Frankel soutient ce travail et deux représentantes de l'Union des femmes, Nathalie Lemel et Aline Jacquier, siègent à la commission d'enquête et d'organisation formée par la Commission du travail de la Commune. Le but est d'assurer que le produit du travail aille directement à la personne qui le produit et vise également la suppression de la concurrence entre les sexes.
Ce qui est prévu et couché par écrit dans cette réorganisation du travail en coopératives, c'est la création d'un atelier de coupe, la mise en place d'un magasin central avec une commission comptable chargée d'établir des prix de revient en tenant compte des prix pratiqués ailleurs, de fixer le salaire des ouvrières en concertation avec les chambres syndicales. L'ouvrage doit être réparti entre les différents arrondissements de Paris, avec l'établissement de magasin de livraison et de réception. La possibilité de livrer l'ouvrage à domicile pour permettre aux femmes d'assurer les charges domestiques et éducatives est clairement établie.
Dmitrieff organise donc le travail des femmes en ateliers, leur assurant la production de l'équipement militaire et des vêtements en utilisant les secteurs traditionnels d'emploi des ouvrières. Elle exige que le travail puisse se faire à domicile en cas de besoin, s'assure que les tâches ne seront pas répétitives et interdit la concurrence entre les sexes. Les secteurs d'activité qu'elle identifie sont les suivants : brosserie, chemiserie, broderie, éventails, chauffeuses de verre, typographes, bandagistes, confection de fleurs et de plumes, cravatières, brochures, confection de vêtement de poupées. Le salaire minimum accordé à chaque ouvrière met cependant les ateliers en face de la concurrence des productions des couvents et des prisons, ce qui nourrit un très fort anticléricalisme et un fort ressentiment envers les nonnes.
L'historienne Caroline J. Eichner relève ce que cet anticléricalisme commun à de nombreuses communardes peut avoir de paradoxal : dans leur hostilité virulente envers des nonnes vues comme une main d'œuvre captive concurrençant les couturières, elles en arrivent à prendre pour cible principale des femmes, placées au plus bas de la hiérarchie religieuse, notoirement surexploitées, partageant largement les mêmes origines sociales qu'elles et ayant souvent trouvé dans la vie religieuse la seule voie économiquement et socialement praticable pour échapper au mariage,.
Au moment où la Semaine sanglante éclate, des recensements de femmes souhaitant travailler ont été réalisés dans le 10e et le 11e arrondissements. Des commandes de sacs de sable ont été faites pour les barricades. Lissagaray et Vuillaume mentionnent la fabrication des sacs de sable  dans  leurs mémoires. 
« Une grande et belle fille, Marthe, distribue l'ouvrage. parée de l'écharpe rouge à franges d'argent que ses camarades lui ont donnée. Les chansons joyeuses abrègent la besogne. Chaque soir on fait la paye, et les ouvrières reçoivent l'intégralité de leur travail, 8 centimes par sac. L'entrepreneur d'autrefois en laissait 2 à peine. ».
Le 3 mai 1871, Octavie Tardif, une des dirigeantes pour l'Union des Femmes du 13e arrondissement, adresse à la Commission du travail et d’échange une pétition de 85 signatures : « Il nous faut du travail, puisque nos frères, nos maris, nos fils ne peuvent subvenir aux besoins de la famille. ».
Un magasin central est également ouvert le 21 mai au 31 rue des Francs-Bourgeois, dirigé par Mathilde Picot.

## Dispersion
Après la chute de la Commune et les massacres de la Semaine sanglante à laquelle elle a directement participé du côté des barricades, Elisabeth Dmitrieff parvint à s'enfuir en Russie, via Genève.
Nathalie Lemel quant à elle fut condamnée au bagne en Nouvelle-Calédonie, pour laquelle elle sera embarquée le 13 décembre 1871, en compagnie de Louise Michel, condamnée comme elle et à une peine équivalente, et qui sera sur place sa codétenue. Nathalie Lemel sera libérée en 1880 avec l'avènement de la Troisième République, pour reprendre son activisme dans ce contexte politique certes renouvelé mais toujours aussi rétif à l'idée d'appliquer aux femmes le principe pourtant simple d'une pleine égalité.

## Héritages
Nombre des combats de l'Union des femmes seront fondateurs des grandes orientations du féminisme du début du XXe siècle, qui fleurira en Europe à travers des figures radicales de la pensée socialiste, communiste, syndicaliste ou anarchiste, ou aux États-Unis comme dans le mouvement des suffragettes, qui pointeront tour à tour les grandes thématiques citoyennes, juridiques et économiques qui fondent, et par principe, le discours revendicatif du féminisme moderne.

## Liste des membres connues
Élisabeth Dmittrieff et Nathalie Lemel en sont les fondatrices, mais on connait aussi d'autres femmes pour leur participation : Herminie Cadolle (inventrice du soutien gorge). Une certaine Céleste Hardouin, institutrice, parle lors d'une assemblée du travail par l'échange et de l'éducation des enfants. La commission exécutive de l'Union des femmes comprend : Nathalie Lemel, Aline Jacquier, Blanche Lefebvre, Marie Leloup, Aglaé Jarry, Élisabeth Dmitrieff et Mme Collin. 
- Femmes du 1er arrondissement : Anna Maillet, couturière, figure dans la liste des responsables de cet arrondissement et le représente au Comité central[20].
- Femmes du 3e arrondissement : Marquant, mécanicienne[20]
- Femmes du 4e arrondissement : Angelina Sabatier[41],[42], chapelière, est dans la liste des responsables[20].
- Femmes du 5e arrondissement : Victorine Piesvaux, chamarreuse, figure dans la liste des responsables de cet arrondissement[20].
- Femmes du 6e arrondissement : Nathalie Lemel figure dans la liste des responsables de cet arrondissement[20].
- Femmes du 7e arrondissement : Octavie Vataire, lingère[40], figure dans la liste des responsables de cet arrondissement[20]. Les archives du comité du 7e arrondissement se trouvent au ministère de la Guerre[43]. Il est composé de 10 femmes, dont 6 qui viennent du comité des femmes de Jules Allix, une forte proportion qui n'est retrouvée nulle part ailleurs[43].
- Femmes du 8e arrondissement : Marie Picot[40], dont la profession est inconnue, figure dans la liste des responsables de cet arrondissement[20].
- Femmes du 9e arrondissement : Bessaiche, couturière, figure dans la liste des responsables de cet arrondissement[20].
- Femmes du 10e arrondissement : Blanche Lefebvre, modiste, figure dans la liste des responsables de cet arrondissement[20].
- Femmes du 11e arrondissement : Marie Leloup[40], couturière, figure dans la liste des responsables de cet arrondissement[20].
- Femmes du 12e arrondissement : Adélaïde Valentin et Forêt, couturière, figurent dans la liste des responsables de cet arrondissement[20].
- Femmes du 13e arrondissement : 10 femmes dirigeantes signataires d'une lettre de revendications à Léo Frankel : Octavie Tardif[42], Marie Tissereau, Joséphine Clément[44], Joséphine Duflot, Marie Prussovski, Anna Joubert, Antoinette Legai, Julie Beauchéry et Mme Duval (veuve d'Émile-Victor Duval)[42].
- Femmes du 14e arrondissement : Rivière, giletière[20].
- Femmes du 16e arrondissement :  On sait qu'il comprenait une brocheuse, une confectionneuse, 4 couturières, une lingère ; Aline Jacquier, brocheuse figure sur la liste des responsables[20].
- Femmes du 17e arrondissement : Aline Jacquier[40] et Aglaé Jarry figurent sur la liste des responsables[20].
- Femmes du 18e arrondissement : Alice Bontemps, blanchisseuse[40] et Blondeau, polisseuse en or, figurent sur la liste des responsables[20].
- Femmes du 19e arrondissement : Jeanne Musset, couturière, figure sur la liste des responsables[20].
- Femmes du 20e arrondissement : Gauvain, cartonnière, figure sur la liste des responsables[20].